# شروع کردم
«شروع کردم» (به انگلیسی: Started) ترانه‌ای رپر استرالیایی ایگی آزیلیا از دومین آلبوم استودیویی وی تحت عنوان در دفاع از خودم (۲۰۱۹) می‌باشد.